# Denemarken op de Olympische Zomerspelen 1948
Denemarken nam deel aan de Olympische Zomerspelen 1948 in Londen, Engeland. Met vijf gouden medailles zouden het de meest succesvolle Spelen tot op heden worden. Ook het totale aantal medailles van 20 is tot nu nog ongeëvenaard.

## Medailleoverzicht
| Sport          | Olympiër | Discipline               | Medaille |
| -------------- | --- | ------------------------ | -------- |
| Kanovaren      | Karen Hoff | K-1 500m (v)             | Goud     |
| Roeien         | Carl-Ebbe Andersen Tage Henriksen Finn Pedersen | twee-met (m)             | Goud     |
| Zeilen         | Paul Elvstrøm | firefly klasse           | Goud     |
| Zwemmen        | Greta Andersen | 100m vrije slag (v)      | Goud     |
| Zwemmen        | Karen Harup | 100m rugslag (v)         | Goud     |
| Kanovaren      | Johan Andersen | K-1 1000m (m)            | Zilver   |
| Kanovaren      | Ejvind Hansen Jacob Jensen | K-1 1000m (m)            | Zilver   |
| Roeien         | Aage Larsen Ebbe Parsner | dubbel-twee (m)          | Zilver   |
| Roeien         | Ib Storm Larsen Helge Schrøder Helge Halkjær Aksel Hansen | vier-zonder (m)          | Zilver   |
| Schermen       | Karen Lachmann | floret (v)               | Zilver   |
| Zwemmen        | Karen Harup | 400m vrije slag (v)      | Zilver   |
| Zwemmen        | Eva Riise-Arndt Greta Andersen Fritze Carstensen-Nathansen Karen Harup | 4x100m vrije slag (v)    | Zilver   |
| Atletiek       | Lily Carlstedt | speerwerpen (v)          | Brons    |
| Boksen         | Svend Vad | -62kg (m)                | Brons    |
| Roeien         | Børge Nielsen Jørgen Olsen Harry Knudsen Erik Larsen Henry Larsen | vier-met (m)             | Brons    |
| Schoonspringen | Birte Christoffersen | 10m toren (v)            | Brons    |
| Voetbal        | Knud Bastrup-Birk Hans Colberg Edvin Hansen John Hansen Jørgen W. Hansen Karl Aage Hansen Erik Kuld Jensen Ivan Jensen Ove Jensen Viggo Jensen Per Knudsen Knud Lundberg Eigil Nielsen Knud Børge Overgaard Poul Petersen Axel Pilmark Johannes Pløger Carl Aage Præst Holger Seebach Erling Sørensen Jørgen Leschly Sørensen Dion Ørnvold | mannen                   | Brons    |
| Wielersport    | Axel Schandorff | sprint (m)               | Brons    |
| Worstelen      | Henrik Hansen | -73kg Grieks-Romeins (m) | Brons    |
| Zeilen         | Klaus Bæss Ole Berntsen William Berntsen | dragon                   | Brons    |

## Deelnemers en resultaten

### Atletiek
| Olympiër                                                           | Discipline             | Resultaat    | Prestatie                                                                   |
| ------------------------------------------------------------------ | ---------------------- | ------------ | --------------------------------------------------------------------------- |
| Herluf Christensen                                                 | 800m (m)               | DNF          | serie 2: niet gefinisht                                                     |
| Niels Holst-Sørensen                                               | 800m (m)               | 9e           | serie 3: 1ste in 1.54,2 halve finale 3: 3de in 1.52,4 finale: 9de in 1.54,0 |
| Erik Jørgensen                                                     | 1500m (m)              | 8e           | serie 1: 2de in 3.54,2 finale: 8ste in 3.54,5                               |
| Ingvard Nielsen                                                    | 1500m (m)              | series       | serie 4: 7de in 4.01,7                                                      |
| Aage Poulsen                                                       | 5000m (m)              | DNF          | serie 1: niet gefinisht                                                     |
| Alf Olesen                                                         | 3000m steeplechase (m) | 14e          | serie 2: 5de in 9.33,6                                                      |
| Henning Larsen                                                     | marathon (m)           | 10e          | 2:41.22,0                                                                   |
| Preben Larsen                                                      | hink-stap-springen (m) | 4e           | kwalificatie: 14de met 14,52m finale: 4de met 14,83m                        |
| Svend Aage Frederiksen                                             | kogelslingeren (m)     | 10e          | kwalificatie groep A: 2de met 51,35m finale: 10de met 50,07m                |
| Poul Cederquist                                                    | kogelslingeren (m)     | 15e          | kwalificatie groep A: 7de met 48,16m                                        |
|                                                                    |                        |              |                                                                             |
| Bente Bergendorff                                                  | 100m (v)               | halve finale | serie 7: 2de in 12,6 halve finale 2: 4de                                    |
| Grethe Lovsø Nielsen                                               | 100m (v)               | 9e           | serie 3: 1ste in 12,6 halve finale 1: 3de in 12,7                           |
| Birthe Nielsen                                                     | 100m (v)               | 7e           | serie 2: 2de in 12,9 halve finale 3: 3de in 12,5                            |
| Bente Bergendorff Grethe Lovsø Nielsen Birthe Nielsen Hilde Nissen | 4x100m (v)             | 5e           | serie 3: 2de in 48,1 finale: 5de in 48,2                                    |
| Anne Iversen                                                       | hoogspringen (v)       | 9e           | 1,50m                                                                       |
| Lily Carlstedt                                                     | speerwerpen (v)        | Brons        | 42,08m                                                                      |

### Boksen
| Olympiër             | Discipline | Resultaat | Prestatie |
| -------------------- | ---------- | --------- | --- |
| Erik Thastum         | -54kg (m)  | 17e       | 1ste ronde: V van FIN Ouvinen: punten |
| Svend Aage Sørensen  | -58kg (m)  | 17e       | 1ste ronde: V van PER Garcia: punten |
| Svend Wad            | -62kg (m)  | Brons     | 1ste ronde: W van IND Raymond: punten 2de ronde: W van URU Boullossa: punten kwartfinale:' W van IRL McCullagh: punten halve finale: V van RSA Dreyer: punten |
| Christian Kristensen | -67kg (m)  | 17e       | 1ste ronde: V van GBR Shacklady: knock-out |
| Martin Hansen        | -73kg (m)  | 9e        | 1ste ronde: W van NOR Johanson: knock-out 2de ronde: V van FRA Escudie: punten                                                                                |
| Erik Jensen          | -80kg (m)  | 17e       | 1ste ronde: V van USA Spieser: punten |

### Gewichtheffen
| Olympiër             | Discipline  | Resultaat | Prestatie                                                                             |
| -------------------- | ----------- | --------- | ------------------------------------------------------------------------------------- |
| Johan Runge          | -56kg (m)   | 7e        | drukken: 4de met 95kg trekken: 12de met 90kg stoten: 5de met 120kg totaal: 305kg      |
| Jurgen Fryd Petersen | -67,5kg (m) | 10e       | drukken: 12de met 90kg trekken: 10de met 97,5kg stoten: 7de met 127,5kg totaal: 315kg |
| Jurgen Moritzen      | -75kg (m)   | DNF       | drukken: 22ste met 87,5kg trekken: 18de met 95kg                                      |
| Niels Petersen       | +82,5kg (m) | 6e        | drukken: 9de met 155kg trekken:6de met 112,5kg stoten: 4de met 155kg totaal: 422,5kg  |

### Hockey
| Olympiër | Discipline | Resultaat | Prestatie                                                                                    |
| --- | ---------- | --------- | -------------------------------------------------------------------------------------------- |
| Preben Blach Ernest Bohr Otto Busch Eigil Hansen Robert Hansen Vagn Hovard Robert Jensen Egon Johansen Svend Jorgensen Vagn Loft Erling Nielsen Poul Moll Nielsen Jürgen Boye Nielsen Hjalmar Thomsen Mogens Venge Henrik Sörensen | mannen     | 17e       | groep C: 5de G van Frankrijk: 2-2 V van Nederland: 1-4 V van Pakistan: 0-9 V van België: 1-2 |

| Groep C |            |             |             |             |             |            |            |            |        |
| #       | Land       | Wedstrijden | Wedstrijden | Wedstrijden | Wedstrijden | Doelpunten | Doelpunten | Doelpunten | Punten |
| #       | Land       | G           | W           | G           | V           | V          | T          | Saldo      | Punten |
| 1       | Pakistan   | 4           | 4           | 0           | 0           | 20         | 3          | +17        | 8      |
| 2       | Nederland  | 4           | 3           | 0           | 1           | 11         | 8          | +3         | 6      |
| 3       | België     | 4           | 2           | 0           | 2           | 6          | 8          | -2         | 4      |
| 4       | Frankrijk  | 4           | 0           | 1           | 3           | 4          | 9          | -5         | 1      |
| 5       | Denemarken | 4           | 0           | 1           | 3           | 4          | 17         | -13        | 1      |

| Ronde      | Plaats    | Land | Score      | Land |
| ---------- | --------- | ---- | ---------- | ---- |
| Groepsfase |           |      |            |      |
| Londen     | Frankrijk | 2-2  | Denemarken |      |
| Londen     | Nederland | 4-1  | Denemarken |      |
| Londen     | Pakistan  | 9-0  | Denemarken |      |
| Londen     | België    | 2-1  | Denemarken |      |

### Kanovaren
| Olympiër                          | Discipline      | Resultaat | Prestatie                                      |
| --------------------------------- | --------------- | --------- | ---------------------------------------------- |
| Johan Frederik Kobberup           | K-1 1000m (m)   | Zilver    | serie 2: 1ste in 4.40,9 finale: 2de in 4.39,9  |
| Johan Frederik Kobberup           | K-1 10.000m (m) | 4e        | 51.54,2                                        |
| Ejvind Hansen Bernhard Jensen     | K-2 1000m (m)   | Zilver    | serie 2: 1ste finale: 2de in 4.07,5            |
| Alfred Christensen Finn Rasmussen | K-2 10.000m (m) | 4e        | 47.15,4                                        |
|                                   |                 |           |                                                |
| Karen Hoff                        | K-1 500m (v)    | Goud      | serie 2: 1ste in 2.32,2 finale: 1ste in 2.31,9 |

### Paardensport
| Olympiër                                           | Discipline  | Resultaat | Prestatie |
| Eventing                                           | Eventing    | Eventing  | Eventing |
| -------------------------------------------------- | ----------- | --------- | --- |
| Erik Carlsen                                       | individueel | 6e        | dressuur: 14de met 113 strafpunten cross-country: 16de met 69 punten springconcours: 1ste met 0 strafpunten totaal: 44 strafpunten   |
| Kai Aage Krarup                                    | individueel | 14e       | dressuur: 16de met 114 strafpunten cross-country: 18de met 63 punten springconcours: 23ste met 14 strafpunten totaal: 65 strafpunten |
| Niels Mikkelsen                                    | individueel | DNF       | dressuur: 8ste met 108 strafpunten cross-country: 11de met 78 punten springconcours: niet gefinisht                                  |
| Niels Mikkelsen Erik Carlsen Kai Aage Krarup       | team        | DNF       | dressuur: 4de met 335 strafpunten cross-country: 1ste met 210 punten springconcours: niet gefinisht                                  |
| Springconcours                                     |             |           | |
| Otto Acthon                                        | individueel | DNF       | niet gefinisht |
| Jeppe Ladegaard-Mikkelsen                          | individueel | DNF       | niet gefinisht |
| Torben Tryde                                       | individueel | DNF       | niet gefinisht |
| Otto Acthon Jeppe Ladegaard-Mikkelsen Torben Tryde | team        | DNF       | niet gefinisht |

### Roeien
| Olympiër | Discipline      | Resultaat | Prestatie                                                                                                 |
| --- | --------------- | --------- | --- |
| Aage Larsen Ebbe Parsner | dubbel-twee (m) | Zilver    | serie 2: 1ste in 6.50,1 halve finale 2: 1ste in 7.48,3 finale: 2de in 6.55,3                              |
| Søren Jensen Jørn Snogdahl | twee-zonder (m) | 4e        | serie 1: 3de in 7.28,3 herkansingen: 1ste in 7.26,4 halve finale 2: 2de in 7.54,3                         |
| Carl-Ebbe Andersen Tage Henriksen Finn Pedersen                                                                                  | twee-met (m)    | Goud      | serie 1: 2de in 7.51,7 herkansingen: 1ste in 7.51,2 halve finale 1: 1ste in 8.12,7 finale: 1ste in 8.00,5 |
| Aksel Bonde Hansen Helge Halkjær Helge Muxoll Schrøder Ib Storm Larsen                                                           | vier-zonder (m) | Zilver    | serie 1: 2de in 6.40,5 herkansingen: 1ste in 6.35,1 halve finale 2: 1ste in 7.13,8 finale: 2de in 6.43,5  |
| Harry Knudse Erik Larsen Henry Larsen Ib Olsen Børge Raahauge Nielsen                                                            | vier-met (m)    | Brons     | serie 6: 1ste in 6.52,5 kwartfinale: 1ste in 7.21,3 halve finale 2: 1ste in 7.31,3 finale: 3de in 6.58,6  |
| Jarl Emcken Børge Hougaard Poul Korup Holger Larsen Ib Nielsen Niels Rasmussen Gerhardt Sørensen Niels Wamberg Charles Willumsen | acht (m)        | Brons     | serie 1: 3de in 6.17,6 herkansingen: 2de in 6.09,4                                                        |

### Schermen
| Olympiër                                                                              | Discipline      | Resultaat | Prestatie |
| ------------------------------------------------------------------------------------- | --------------- | --------- | --- |
| Mogens Lüchow                                                                         | degen (m)       | 22e       | kwartfinale groep 4: 4de met 2 overwinningen |
| Ib Nielsen                                                                            | degen (m)       | 29e       | kwartfinale groep 5: 5de met 3 overwinningen |
| Mogens Lüchow Erik Andersen Ib Nielsen René Dybkær Jakob Lyng Kenneth Flindt          | degen team (m)  | 4e        | 1ste ronde groep 2: 1ste met 2 overwinningen kwartfinale groep 2: 2de met 2 overwinningen halve finale groep 1: 1ste met 2 overwinningen finale: 4de |
| Ole Albrechtsen                                                                       | floret (m)      | 35e       | 1ste ronde groep 3: 5de met 3 overwinningen |
| Aage Leidersdorff                                                                     | floret (m)      | 18e       | 1ste ronde groep 1: 3de met 6 overwinningen kwartfinale groep 2: 5de met 2 overwinningen                                                             |
| Ivan Ruben                                                                            | floret (m)      | 8e        | 1ste ronde groep 8: 3de met 5 overwinningen kwartfinale groep 1: 3de met 4 overwinningen halve finale groep 1: 3de met 4 overwinningen finale: 8ste  |
| Ivan Ruben Ole Albrechtsen Aage Leidersdorff Tage Jørgensen Ivan Osiier Flemming Vögg | floret team (m) | 9e        | 1ste ronde groep 6: 1ste met 1 overwinning kwartfinale groep 3: 3de met 0 overwinningen                                                              |
| Aage Leidersdorff                                                                     | sabel (m)       | 15e       | 1ste ronde groep 5: 3de met 3 overwinningen kwartfinale groep 4: 3de met 5 overwinningen halve finale groep 1: 8ste met 0 overwinningen              |
| Ivan Ruben                                                                            | sabel (m)       | 37e       | 1ste ronde groep 4: 4de met 2 overwinningen |
| Ivan Osiier                                                                           | sabel (m)       | 44e       | 1ste ronde groep 3: 5de met 2 overwinningen |
|                                                                                       |                 |           | |
| Karen Lachmann                                                                        | floret (v)      | Zilver    | 1ste ronde groep 2: 1ste met 6 kwartfinale groep 4: 1ste met 4 overwinningen halve finale groep 1: 2de met 3 overwinningen finale: 2de               |
| Kate Mahaut                                                                           | floret (v)      | 21e       | 1ste ronde groep 4: 3de met 3 overwinningen kwartfinale groep 2: 5de met 0 overwinningen                                                             |
| Grete Olsen                                                                           | floret (v)      | 15e       | 1ste ronde groep 1: 4de met 3 overwinningen kwartfinale groep 3: 4de met 3 overwinningen                                                             |

### Schietsport
| Olympiër            | Discipline                 | Resultaat | Prestatie                          |
| ------------------- | -------------------------- | --------- | ---------------------------------- |
| Børge Christensen   | 50m geweer liggend (m)     | 42e       | 585 punten: (96-98-99-96-100-96)   |
| Gustaf Nielsen      | 50m geweer liggend (m)     | 11e       | 595 punten: (100-99-100-100-97-99) |
| Erik Sætter-Lassen  | 50m geweer liggend (m)     | 32e       | 588 punten: (97-98-98-98-100-97)   |
| Gustaf Nielsen      | 300m geweer 3 posities (m) | 19e       | 1057 punten: (373-352-325)         |
| Uffe Schultz Larsen | 300m geweer 3 posities (m) | 21e       | 1047 punten: (378-342-327)         |
| Axel Lerche         | 25m pistool (m)            | 31e       | 540 punten: (273-267)              |
| Gregers Münter      | 25m pistool (m)            | 51e       | 498 punten: (270-228)              |
| Charles Villholth   | 25m pistool (m)            | 41e       | 523 punten: (265-258)              |

### Schoonspringen
| Olympiër             | Discipline    | Resultaat | Prestatie                                                       |
| -------------------- | ------------- | --------- | --------------------------------------------------------------- |
| Thomas Christiansen  | 3m plank (m)  | 8e        | voorronde: 15de met 37,48 punten finale: 8ste met 114,59 punten |
| Thomas Christiansen  | 10m toren (m) | 6e        | voorronde: 9e met 40,70 punten finale: 6de met 105,22 punten    |
|                      |               |           |                                                                 |
| Birte Christoffersen | 3m plank (v)  | 9e        | voorronde: 7de met 41,51 punten finale: 9de met 87,12 punten    |
| Birte Christoffersen | 10m toren (v) | Brons     | 66,04 punten                                                    |
| Inge Beeken          | 10m toren (v) | 8e        | 59,54 punten                                                    |

### Turnen
| Olympiër | Discipline               | Resultaat | Prestatie      |
| --- | ------------------------ | --------- | -------------- |
| Elkana Grenne | meerkamp individueel (m) | 45e       | 213,50 punten  |
| Freddy Jensen | meerkamp individueel (m) | 56e       | 208,35 punten  |
| Poul Jessen | meerkamp individueel (m) | 38e       | 214,30 punten  |
| Barge Minerth | meerkamp individueel (m) | 100e      | 156,30 punten  |
| Vilhelm Müller                                                                                                   | meerkamp individueel (m) | 68e       | 201,75 punten  |
| Gunner Olesen | meerkamp individueel (m) | 73e       | 193,30 punten  |
| Arnold Thomsen                                                                                                   | meerkamp individueel (m) | 58e       | 206,25 punten  |
| Volmer Thomsen                                                                                                   | meerkamp individueel (m) | 70e       | 201,25 punten  |
| Elkana Grenne Freddy Jensen Poul Jessen Barge Minerth Vilhelm Müller Gunner Olesen Arnold Thomsen Volmer Thomsen | meerkamp team (m)        | 8e        | 1245,40 punten |

### Voetbal
| Olympiër | Discipline | Resultaat | Prestatie |
| --- | ---------- | --------- | --- |
| Knud Bastrup-Birk Hans Colberg Edvin Hansen John Hansen Jørgen W. Hansen Karl Aage Hansen Erik Kuld Jensen Ivan Jensen Ove Jensen Viggo Jensen Per Knudsen Knud Lundberg Eigil Nielsen Knud Børge Overgaard Poul Petersen Axel Pilmark Johannes Pløger Carl Aage Præst Holger Seebach Erling Sørensen Jørgen Leschly Sørensen Dion Ørnvold | mannen     | Brons     | 1ste ronde: W van Egypte: 3-1 kwartfinale: W van Italië: 5-3 halve finale: V van Zweden: 2-4 bronzen finale: W van Groot-Brittannië: 5-3 |

### Wielersport
| Olympiër                                                             | Discipline               | Resultaat | Prestatie |
| Baan                                                                 | Baan                     | Baan      | Baan |
| -------------------------------------------------------------------- | ------------------------ | --------- | --- |
| Axel Schandorff                                                      | sprint (m)               | Brons     | serie 7: W van AUS Bazzano: 1.49,8 2de ronde serie 4: W van AUT Welt: 1.49,6 kwartfinale 2: W van USA Heid: 2-0 halve finale 1: W van ITA Ghella: 0-2 bronzen finale: W van AUS Bazzano: 2-0 |
| Axel Schandorff                                                      | tijdrit (m)              | 5e        | 1.15,5 |
| Hans Andresen Evan Klamer                                            | tandem (m)               | 5e        | serie 2: W van België: 4.53,6 kwartfinale 2: V van Frankrijk: 5.26,3 |
| Max Jørgensen Børge Gissel Børge Mortensen Benny Schnoor             | ploegenachterbolging (m) | 5e        | serie 2: W van Australië: 5.04,1 kwartfinale 2: V van Groot-Brittannië: 5.05,6 |
| Weg                                                                  |                          |           | |
| Knud Andersen                                                        | wegwedstrijd (m)         | 28e       | 5:39.57,2 |
| Børge Saxil Nielsen                                                  | wegwedstrijd (m)         | DNF       | niet gefinisht |
| Rudolf Rasmussen                                                     | wegwedstrijd (m)         | DNF       | niet gefinisht |
| Kristian Pedersen                                                    | wegwedstrijd (m)         | 27e       | 5:39.57,2 |
| Kristian Pedersen Knud Andersen Børge Saxil Nielsen Rudolf Rasmussen | wegwedstrijd team (m)    | DNF       | niet gefinisht |

### Worstelen
| Olympiër               | Discipline | Resultaat | Prestatie |
| ---------------------- | ---------- | --------- | --- |
| Svend Aage Thomsen     | -52kg (m)  | 11e       | 1ste ronde: V van ITA Lombardi 2de ronde: V van TUR Olcay: 0-3                                                                                           |
| Kolle Lejserowitz      | -57kg (m)  | 11e       | 1ste ronde: V van EGY Hassan: 1-2 2de ronde: V van NOR Merli: gediskwalificeerd                                                                          |
| Abraham Kurland        | -62kg (m)  | 11e       | 1ste ronde: W van SUI Jauch 2de ronde: V van LIB Damage: 0-3 3de ronde: V van SWE Freij: 1-2                                                             |
| Henrik Hansen          | -73kg (m)  | Brons     | 1ste ronde: W van EGY Munir 2de ronde: V van SWE Andersson: 0-3 3de ronde: W van NOR Cook: 3-0 4de ronde: W van AUT Schmit 5de ronde: V van HUN Szilvási |
| Erling Stuer Lauridsen | -87kg (m)  | 6e        | 1ste ronde: W van LIB Mahgoub: 3-0 2de ronde: W van AUT Enzinger 3de ronde: V van SWE Nilsson: 0-3 4de ronde: W van FIN Gröndahl                         |

### Zeilen
| Olympiër | Discipline | Resultaat | Prestatie                        |
| --- | ---------- | --------- | -------------------------------- |
| Paul Elvstrøm | firefly    | Goud      | 5543 punten: (DNF-6-3-11-5-1-1)  |
| Johan Frederik Rathje Naalli Marius Petersen                                                                                | stormvogel | 5e        | 2935 punten: (8-7-1-9-10-7-12)   |
| William Berntsen Klaus Baess Ole Berntsen                                                                                   | dragon     | Brons     | 4223 punten: (3-4-3-5-2-5-2)     |
| Troels Marstrand Bruno Clausen Svend Valdemar Iversen Rene Marstrand La Cour Hans Aurelius Sorensen A. Eiermann E. Schiottz | 6m klasse  | 10e       | 1648 punten: (10-5-4-11-10-10-8) |

### Zwemmen
| Olympiër                                               | Discipline            | Resultaat | Prestatie                                                                            |
| ------------------------------------------------------ | --------------------- | --------- | ------------------------------------------------------------------------------------ |
| Greta Andersen                                         | 100m vrije slag (v)   | Goud      | series: 3de in 1.07,0 halve finale: 1ste in 1.05,9 finale: 1ste in 1.06,3            |
| Fritze Carstensen                                      | 100m vrije slag (v)   | 8e        | series: 1ste in 1.06,5 halve finale: 2de in 1.07,5 finale: 4de in 1.08,1             |
| Karen Margrethe Harup                                  | 100m vrije slag (v)   | 4e        | series: 8ste in 1.08,4 halve finale: 8ste in 1.08,7 finale: 8ste in 1.09,1           |
| Greta Andersen                                         | 400m vrije slag (v)   | DNF       | series: niet gefinisht                                                               |
| Fritze Carstensen                                      | 400m vrije slag (v)   | 7e        | series: 3de in 5.29,4 halve finale: 5de in 5.29,5 finale: 7de in 5.29,4              |
| Karen Margrethe Harup                                  | 400m vrije slag (v)   | Zilver    | series: 7de in 5.31,7 halve finale: 1ste in 5.25,7 (OR) finale: 2de in 5.21,2        |
| Karen Harup                                            | 100m rugslag (v)      | Goud      | series: 1ste in 1.15,6 halve finale: 1ste in 1.15,5 (OR) finale: 1ste in 1.14,4 (OR) |
| Jytte Hansen                                           | 200m schoolslag (v)   | 8e        | serie 3: 2de in 3.09,1 halve finale 2: 3de in 3.05,5 finale: 8ste in 3.08,1          |
| Eva Arndt Karen Harup Greta Andersen Fritze Carstensen | 4x100m vrije slag (v) | Zilver    | serie 1: 1ste in 4.33,5 finale: 2de in 4.29,6                                        |

Afghanistan · Argentinië · Australië · België · Bermuda · Birma · Brazilië · Brits-Guiana · Canada · Ceylon · Chili · Colombia · Cuba · Denemarken · Egypte · Filipijnen · Finland · Frankrijk · Griekenland · Groot-Brittannië · Hongarije · Ierland · IJsland · India · Irak · Iran · Italië · Jamaica · Joegoslavië · Libanon · Liechtenstein · Luxemburg · Malta · Mexico · Monaco · Nederland · Nieuw-Zeeland · Noorwegen · Oostenrijk · Pakistan · Panama · Peru · Polen · Portugal · Puerto Rico · Republiek China · Singapore · Spanje · Syrië · Trinidad en Tobago · Tsjecho-Slowakije · Turkije · Uruguay · Venezuela · Verenigde Staten · Zuid-Afrika · Zuid-Korea · Zweden · Zwitserland